# Estei Mária Beatrix modenai hercegnő
Estei Mária Beatrix (ismert még mint Modenai Mária Beatrix hercegnő, olaszul: Duchessa e Principessa Maria Beatrice d'Este; 1750. április 7. – 1829. november 14.), az Estei-házból származó modenai és massai hercegnő, aki a Massa és Carrara Hercegség uralkodó hercegnője 1814–től 1829-es haláláig. Férjével, Ferdinánd Károly Antal főherceggel együtt a Habsburg–Lotaringiai-ház Estei–Modenai ágának megalapítója. Saját apai örökségét mint Modena, Reggio és Ferrara hercegei címe fia, a későbbi IV. Ferenc modenai herceg vitte tovább. Gyermekei között olyan személyek is megtalálhatóak mint Mária Terézia Johanna szárd–piemonti királyné, Mária Leopoldina pfalzi és bajor választófejedelemné és Mária Ludovika osztrák császárné is.

## Élete

### Származása
Mária Beatrix Rikarda hercegnő 1750. április 7-én született Modenában, a hercegi székvárosban. Édesapja III. Herkules Rinaldo modenai herceg (1727–1803) volt, Modena és Reggio Hercegség trónörököse (1780-tól III. Herkules néven uralkodó hercege). Édesanyja a Cybo-Malaspina családból való Mária Terézia hercegnő (1725–1790) volt, 1731-től Massa és Carrara Hercegség uralkodó hercegnője, I. Alderano massa–carrarai herceg (1690–1731) leánya.
Szülei házasságából két gyermek született: 1750-ben az első, Mária Beatrix hercegnő. Három évvel később, 1753 januárjában megszületett öccse, Rinaldo trónörökös herceg, aki azonban már májusban meghalt, négy hónapos korában. Mivel a házaspárnak több gyermeke már nem született, az elsőszülött lett a szülők összes címeinek és birtokainak (négy hercegségnek) egyedüli várományosa.
1790-ben Mária Beatrix (már férjezett osztrák főhercegnéként) megörökölte elhunyt anyjának, Cybo-Malaspina Mária Terézia hercegnőnek örökségét, és Massa és Carrara Hercegség uralkodó hercegnője lett (Duchessa Sovrana di Massa e Principessa di Carrara). Megözvegyült apja, Estei Herkules herceg még ugyanebben az évben újra megnősült, ezúttal rangon aluli házasságot kötött Chiara Manini polgárleánnyal, akitől egy fia született, Ercole Rinaldo (1770–1795), Scandiano márkija, Mária Beatrix féltestvére, aki később a hercegi milícia (Milizia Estense) parancsnoka lett. A törvénytelen fiú öröklési igénye azonban nem előzhette meg a törvényes leszármazottét.

### Házassága, gyermekei

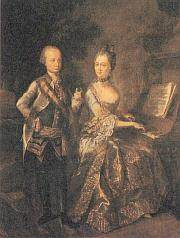
Ferdinánd Károly Antal főherceg és Mária Beatrix főhercegné

A négy hercegség egyedüli várományosa igen kívánatos „partinak” számított az európai fejedelmi udvarokban. Mária Beatrix hercegnő kezéért erős versengés indult. Mária Terézia osztrák uralkodó főhercegnő, német-római császárné, aki 14 élő gyermekét számára a Habsburg-dinasztia számára előnyös módon házasította ki, különösen igyekezett szoros családi kötelékeket szőni a kisebb itáliai monarchiákkal (a Toszkánai Nagyhercegséggel, a Parmai Hercegséggel, a Nápoly–Szicíliai Királysággal). A Modenai Hercegséget is hasonló módon kívánta hozzákötni a Habsburg Birodalomhoz. Ezért egyik legkisebbik fiát, Ferdinánd Károly Antal főherceget (1754–1806) már egészen kicsi korában eljegyezte a modenai herceg egyetlen leányával. Estei Herkules herceg (ekkor még trónörökösként) szívesen beleegyezett a házasságába, mert így biztosítva látta az Estei hercegi birtokok törvényes öröklését.
1771. október 15-én a 21 éves hercegnő Modenában feleségül ment a 17 éves osztrák főherceghez. A menyegzői rendezvények sorában szerepelt Johann Adolf Hasse „Il Ruggiero” c. operájának ősbemutatója is. Mária Beatrix várható apai öröksége, modenai és Reggio hercegségei, valamint anyai öröksége, Massa és Carrara Hercegsége a Habsburg–Lotaringiai-ház rendelkezése alá jutott. A főhercegi házaspár részére a Mária Terézia 1777-ben felépíttette a monzai Királyi Villát (Villa Reale).
A házasság boldognak bizonyult. A főhercegi pár megalapította a Habsburg–Lotaringiai-ház Estei (más néven Este-Modenai) ágát (Haus Österreich-Este). 10 gyermekük született, közülük heten érték meg a felnőttkort.
- József Ferenc főherceg (*/† 1772), születésekor meghalt.
- Mária Terézia Johanna főhercegnő (1773–1832), aki I. Viktor Emánuel szárd–piemonti királyhoz ment feleségül.
- Jozefina főhercegnő (1775–1776), kisgyermekként meghalt.
- Mária Leopoldina főhercegnő (1776–1848), aki Károly Tivadar (Theodor) pfalzi és bajor választófejedelemhez, majd Lajos arco-i grófhoz (Ludwig von Arco) ment feleségül.
- Ferenc József Károly főherceg (1779–1846), 1814–1846-ig IV. Ferenc néven Modena uralkodó hercege, aki Savoyai Mária Beatrix szárd királyi hercegnőt vette feleségül.
- Ferdinánd Károly József főherceg tábornagy (1781–1850), a napóleoni háborúkban a császári hadak főparancsnoka, 1830-tól Galícia főkormányzója.
- Miksa József főherceg (1782–1863) tüzértábornok, erődítési szakértő, 1835–63-ig a Német Lovagrend 56. Nagymestere.
- Mária Antónia főhercegnő (1784–1786), kisgyermekkorban meghalt.
- Károly Ambrus főherceg (1785–1809), magyar hercegprímás, 1808-tól esztergomi érsek.
- Mária Ludovika Beatrix főhercegnő (1787–1816), osztrák császárné, magyar és cseh királyné, I. Ferenc osztrák császár harmadik felesége.

### A hercegi örökségek sorsa
1780-ban elhunyt Mária Beatrix nagyapja, Estei III. Ferenc modenai herceg, aki egyben Lombardia császári helytartója is volt. Ercole herceg örökölte a modenai hercegi trónt, III. Herkules néven. II. József német-római császár saját öccsét, Ferdinánd Károly Antal főherceget, Mária Beatrix férjét nevezte ki Lombardia helytartójává, Milánó székhellyel.
1790-ben Mária Beatrix megörökölte elhunyt anyjának, Cybo-Malaspina Mária Terézia hercegnőnek örökségét, és Massa és Carrara Hercegség uralkodó hercegnője lett (Duchessa Sovrana di Massa e Principessa di Carrara).
A francia forradalom eseményei során 1796-ban Napoléon Bonaparte tábornok csapatai bevonultak Milánóba. Október 6-án letették III. Herkules herceget. A modenai és a reggio-i hercegségeket a franciák által kreált Ciszpadániai Köztársasághoz csatolták, amelyet a következő évben a Ciszalpin Köztársaságba olvasztottak. A hercegi család Ausztriába menekült. Egy ideig Triesztben és Brünnben éltek, majd Mária Beatrix kisebb gyermekeivel Bécsújhelyre költözött, Ferdinánd Károly Antal főherceg az idősebb fiúkkal a bécsi Belvedere kastélyban élt.
1801-ben lunéville-i békeszerződés a hercegi családnak a németországi Breisgau és Ortenau hercegségeket adta kárpótlásul elveszített birtokaikért. 1803-ban elhunyt III. Herkules herceg, az Este-család utolsó férfi tagja. Modena és Reggio Hercegségét – a száli törvény értelmében – Mária Beatrix helyett férje, Ferdinánd Károly Antal főherceg, tehát a Habsburg–Lotaringiai-ház örökölte.
1806-ban Mária Beatrix saját anyai örökségét, Massa és Carrara Hercegségeket névlegesen is a Francia Császársághoz csatolták, Lucca és Piombino Hercegség néven, ennek kormányzója Napóleon császár nővére, Élisa Bonaparte lett. Ugyanebben az évben hunyt el a férje, Ferdinánd Károly Antal főherceg.
Mária Beatrix főhercegné 1806-ban a bécsi Herrengasse 7. alatt felépíttette a Modena palotát (Palais Modena). (Halála után a palotát a hercegnő fia, majd unokája, V. Ferenc modenai herceg örökölte, 1875-ben Habsburg–Lotaringiai Ferenc Ferdinánd osztrák–magyar trónörökösére, az első világháború után pedig az osztrák államra szállt, ma az Osztrák Köztársaság Belügyminisztériumának székhelye).
1814-ben, a Napóleon bukása után összeülő bécsi kongresszus döntése értelmében Mária Beatrix hercegnő ismét birtokba vehette az anyai örökségét képező két hercegséget. Apai örökségét, Modena és Reggio Hercegségét Mária Beatrix legidősebb fia, Ferenc főherceg vette birtokba, IV. Ferenc néven lépett a modenai hercegi trónra 1815-ben.
Mária Beatrix 1829-ben hunyt el Bécsben. A Habsburg-család hagyományos temetkezőhelyén, a bécsi kapucinusok templomának kriptájában (Kaisergruft) temették el. Halála után fia, IV. Ferenc modenai herceg saját koronája alatt egyesítette Massa és Carrara Hercegségeit, és bekebelezte őket Modena és Reggio Hercegségébe.